# Broncodilatatore
I farmaci broncodilatatori sono usati per il trattamento sintomatico dell'asma e delle malattie broncopolmonari croniche ostruttive. Si dividono tra:
1. β2-agonisti, somministrati per via inalatoria ad azione rapida (salbutamolo) e protratta (salmeterolo, formoterolo, indacaterolo, clenbuterolo);
2. anticolinergici, ipratropio bromuro, aclidinio, glicopirronio;
3. antinfiammatori e antiallergici, modificatori della malattia, come i glucocorticoidi somministrati per via inalatoria o sistemica.

## Meccanismo d'azione
A livello polmonare sono presenti recettori adrenergici β2 e recettori muscarinici M3. Queste proteine dimostrano effetti opposti sull'apparato respiratorio se stimolate dai ligandi fisiologici (rispettivamente adrenalina e acetilcolina) o da opportune molecole di sintesi.
I recettori adrenergici vengono attivati dall'adrenalina rilasciata dalla midollare del surrene (non esiste, infatti, innervazione simpatica sui polmoni), determinando broncodilatazione e diminuzione delle secrezioni bronchiali.
I recettori colinergici, al contrario, rispondono agli stimoli del sistema parasimpatico inducendo broncocostrizione e aumentando le secrezioni. 

## Farmaci broncodilatatori

### Adrenergici
I farmaci attualmente più usati sono quelli avente attività adrenergica, agonista selettivi dei recettori β2; tra questi sono da evidenziare:
- salbutamolo (short-acting);
- formoterolo;

- salmeterolo;
- indacaterolo;
- bitolterolo (profarmaco), somministrato per inalazione, dotato di lunga emivita tale da consentire somministrazioni meno frequenti rispetto a farmaci precedenti come il purbuterolo;
- terbutalina.

Hanno azione adrenergica β2 anche derivati terpenici, quali il limonene, il pinene e l'eucaliptolo. 
Si ricorda che, nonostante si parli di azione selettiva β2 a livello polmonare, alcuni di questi farmaci erano o sono usati per altri scopi, tra cui rilassare la muscolatura uterina ed inibire le contrazioni in caso di parto prematuro.

### Antimuscarinici
Sebbene in misura minore, vengono usati anche farmaci antimuscarinici come antiasmatici e broncodilatatori. Queste molecole hanno attività antagonista rispetto al sistema parasimpatico e vengono usate per diminuire le secrezioni bronchiali.
Tra questi, è molto usato l'ipratropio bromuro, derivato semisintetico dell'atropina ed ottenuto per quaternizzazione dell'azoto, viene somministrato come aerosol o per via nasale. Recentemente introdotti sono l'aclidinio e il glicopirronio

### Derivati xantinici
Benché non abbiano specifica azione adrenergica anche i derivati xantinici sono usati come broncodilatatori. La teofillina e i suoi sali (con etilendiamina, con la colina, ecc.) sono la xantina più usata. Il suo meccanismo d'azione è duplice: funge da antagonista del recettore dell'adenosina, che a livello polmonare possiede attività bronco-costrittiva. Alle dosi più elevate, essa inibisce anche la fosfodiesterasi dell'AMP ciclico (cAMP) o PDE4. L'elevazione delle concentrazioni intracellulari di questo mediatore, porterebbero alla fosforilazione di proteine dello scheletro di actina delle cellule. La compromessa interazione dell'actina con gli ioni Ca2+ farebbe rilasciare la muscolatura liscia bronchiale.
Esiste un possibile meccanismo aggiuntivo della teofillina, che è stato scoperto molto recentemente. Si tratterebbe della sua capacità di condizionare l'espressione e/o la funzionalità dell'enzima istone deacetilasi (HDAC-1), che rimuove i gruppi acetilici dagli istoni e condiziona l'espressione di proteine anti-allergiche. Con questo meccanismo sembra che la teofillina possa far ripristinare la perduta sensibilità dei pazienti alla terapia steroidea.
Recentemente il ritrovato di derivazione xantinica più utilizzato è la Doxofillina, la quale mantiene tutte le caratteristiche farmacologiche e terapeutiche della teofillina, ma con un profilo di sicurezza nettamente migliore.